# 五十嵐健祐
五十嵐 健祐（いがらし けんすけ、1985年6月12日 - ）は、群馬県出身の内科医である。
群馬県立高崎高校、慶應義塾大学医学部卒、お茶の水内科院長。
一般社団法人心脳血管研究所代表理事。心房細動検出アプリ「ハートリズム」、人命応急救助アプリ「ハートレスキュー」、かかりつけ患者向け遠隔診療サービス「お茶の水内科オンライン」等をリリース。
大学在学中に、株式会社ライフケアパートナーズ代表取締役、株式会社ブレイクルーラボラトリー代表取締役、ホームクリニックあおば、ホームクリニック大連、西新宿五丁目クリニック、目白二丁目クリニックの事務長を務めた。
公益財団法人老年病研究所附属病院にて初期臨床研修。
デジタルハリウッド大学校医、デジタルハリウッド大学大学院特任准教授、デジタルヘルスラボを運営。

## 寄稿
- 「ヘルスケアの創造的破壊」 寄稿（オフィス・シモムラ）